# COM (잡지)
COM(콤)은 테즈카 오사무가 1967년 1월에 창간한 만화 잡지이다. 《가로》의 성공에 대한 대응이자, 데즈카와 다른 만화가들이 더욱 전위적이고 실험적인 작품을 발표하기 위한 방법으로 시작되었다. 《불새》 시리즈의 일곱 편이 1972년 폐간될 때까지 이 잡지에서 출판된 가장 유명한 작품이다. 여성주의 만화가인 야마다 무라사키가 이 잡지에서 데뷔하였다.